# 山桂花摺粉蝨
山桂花摺粉蝨（学名：Aleurotrachelus maesae）为粉蝨科摺粉蝨屬下的一个种。